# Liste von Parkanlagen in Timișoara
Die Liste von Parkanlagen in Timișoara gibt einen Überblick über Parkanlagen und Grünflächen in der westrumänischen Stadt Timișoara mit ihren Bezirken, ihren rumänischen Namen sowie ihren Straßenadressen und ihren Geokoordinaten.
| Deutscher Name                     | Rumänischer Name                           | Bezirk     | Adresse                                                   | Koordinaten                      | Fläche    |
| ---------------------------------- | ------------------------------------------ | ---------- | --------------------------------------------------------- | -------------------------------- | --------- |
| Alpinet-Park                       | Alpinet-Park                               | Elisabetin | Splaiul Tudor Vladimirescu                                | 45° 44′ 55,3″ N, 21° 13′ 23,3″ O | 20.000 m² |
| Botanischer Garten                 | Grădina Botanică                           | Cetate     | Strada Gheorghe Dima                                      | 45° 45′ 36″ N, 21° 13′ 29″ O     | 84.000 m² |
| Bihor-Park                         | Parcul Bihor                               | Elisabetin | Strada 1 Decembrie                                        | 45° 44′ 45,6″ N, 21° 14′ 43,6″ O |           |
| Bucovina-Park                      | Parcul Bucovina                            | Mehala     | Strada Ion Inculet                                        | 45° 46′ 10,1″ N, 21° 12′ 59,8″ O |           |
| Carmen-Sylva-Park                  | Parcul Carmen Silva, auch Parcul Doina     | Elisabetin | Ecke Strada Gheorghe Doja / Strada Remulus                | 45° 44′ 38″ N, 21° 13′ 23″ O     | 20.350 m² |
| Clăbucet-Park                      | Parcul Clăbucet                            | Iosefin    | Strada Clăbucet                                           | 45° 44′ 12,5″ N, 21° 12′ 21″ O   |           |
| Dacia-Park                         | Parcul Dacia                               | Mehala     | Strada Timis                                              | 45° 45′ 53,7″ N, 21° 13′ 3,4″ O  |           |
| Gebrüder-Constatin-Park            | Parcul Fratii Constantin                   | Fabric     | Strada Garofitei                                          | 45° 45′ 33,8″ N, 21° 15′ 53,7″ O |           |
| Jagdwald                           | Pădurea Verde Timișoara                    | Dumbrăvița | an der nordöstlichen Stadtgrenze                          | 45° 47′ 18,6″ N, 21° 16′ 3″ O    | 7,37 km²  |
| Justizpark                         | Parcul Justiției                           | Cetate     | Strada 20 Decembrie 1989                                  | 45° 44′ 58″ N, 21° 13′ 37″ O     |           |
| Kinderpark Ion Creangă             | Parcul Copiilor Ion Creanga                | Cetate     | Strada Michelangelo - Bulevardul Revolutiei din 1989      | 45° 45′ 9″ N, 21° 14′ 12″ O      | 90.000 m² |
| Kirchplatzpark                     | Parcul Piața Bisericii                     | Elisabetin | Strada Protopop George Dragomir                           | 45° 44′ 32,6″ N, 21° 13′ 46,8″ O |           |
| Königin-Maria-Park, auch Volkspark | Parcul Regina Maria, auch Parcul Poporului | Fabric     | Strada J. H. Pestalozzi                                   | 45° 45′ 20″ N, 21° 14′ 34,3″ O   | 45.100 m² |
| Kraftwerkspark                     | Parcul Uzinei                              | Fabric     | Strada Uzinei                                             | 45° 45′ 33″ N, 21° 15′ 42″ O     |           |
| Lidia-Park                         | Parcul Lidia (Pădurice)                    | Elisabetin | Strada Maresal Constantin Prezan                          | 45° 43′ 54,1″ N, 21° 14′ 34,7″ O |           |
| Mocioni-Park                       | Parcul Andrei Mocioni                      | Cetate     | Strada Andrei Mocioni                                     | 45° 45′ 26″ N, 21° 14′ 28″ O     |           |
| Park der Kathedrale                | Parcul Catedralei                          | Cetate     | Bulevardul 16 Decembrie 1989                              | 45° 45′ 0″ N, 21° 13′ 24″ O      | 45.400 m² |
| Petöfi Sándor-Park                 | Parcul Petöfi Sándor                       | Freidorf   | Strada Ardealului colt cu Strada Nicolae Andreescu        | 45° 43′ 39,7″ N, 21° 10′ 52,6″ O |           |
| Plevnei-Park                       | Parcul Plevnei                             | Elisabetin | Piața Plevnei                                             | 45° 44′ 52″ N, 21° 13′ 15″ O     |           |
| Rosenpark                          | Parcul Rozelor                             | Cetate     | Strada Michelangelo / Strada 20 Decembrie 1989            | 45° 45′ 0″ N, 21° 13′ 52″ O      |           |
| Studentenplatzpark                 | Parcul Scuarul Elevilor                    | Fratelia   | Strada Cosminului                                         | 45° 43′ 59,4″ N, 21° 14′ 4,8″ O  |           |
| Stadionspark                       | Parcul Stadion                             | Elisabetin | Strada Surorile Martir Caceu                              | 45° 44′ 34,9″ N, 21° 14′ 37,9″ O |           |
| Stadtpark von Timișoara            | Parcul Civic                               | Cetate     | Bulevardul Ion C. Bratianu                                | 45° 45′ 14″ N, 21° 13′ 53″ O     | 76.000 m² |
| Südpark                            | Parcul Sudului                             | Elisabetin | Bulevardul Sudului                                        | 45° 44′ 2,2″ N, 21° 14′ 56,9″ O  |           |
| Dreiklangpark                      | Parcul Triade                              | Elisabetin | Strada Mures / Strada Maximilian Fremont                  | 45° 43′ 42,1″ N, 21° 14′ 15,6″ O |           |
| Zentralpark                        | Parcul Central                             | Cetate     | Bulevardul Republicii colt cu Bulevardul Regele Ferdinand | 45° 45′ 5″ N, 21° 13′ 13″ O      | 91.400 m² |